# Gorila nížinná
Gorila nížinná (Gorilla gorilla gorilla) náleží do rodu goril a je jedním ze dvou poddruhů druhu gorila západní.

## Areál rozšíření
Žije převážně v západní Africe, v Kamerunu, Nigérii, Rovníkové Guineji, Gabonu, ve střední Africe, Středoafrické republice a v Demokratické republice Kongo. Jejím domovem jsou nížinné deštné pralesy, galeriové lesy a občas i okraje lužních lesů. Vždy se nachází tam, odkud se snadno může dostat do bezpečí neprostupného úkrytu. Oblast jejich rozšíření se odhaduje na 445 000 km².

## Popis
Gorila nížinná má široká ramena, svalnatý krk a silné ruce i nohy. Jejich těla jsou pokryta krátkou, tenkou, šedočernou nebo hnědočernou srstí. Její tvář je holá, pouze nad očima má mohutné obočí. Vedoucí samci mají stříbřitý pás srsti na zádech. Je nejmenší z goril, samec v přírodě dorůstá do výšky 150 cm a hmotnosti 150 kg, samice 150 cm a 140 kg.

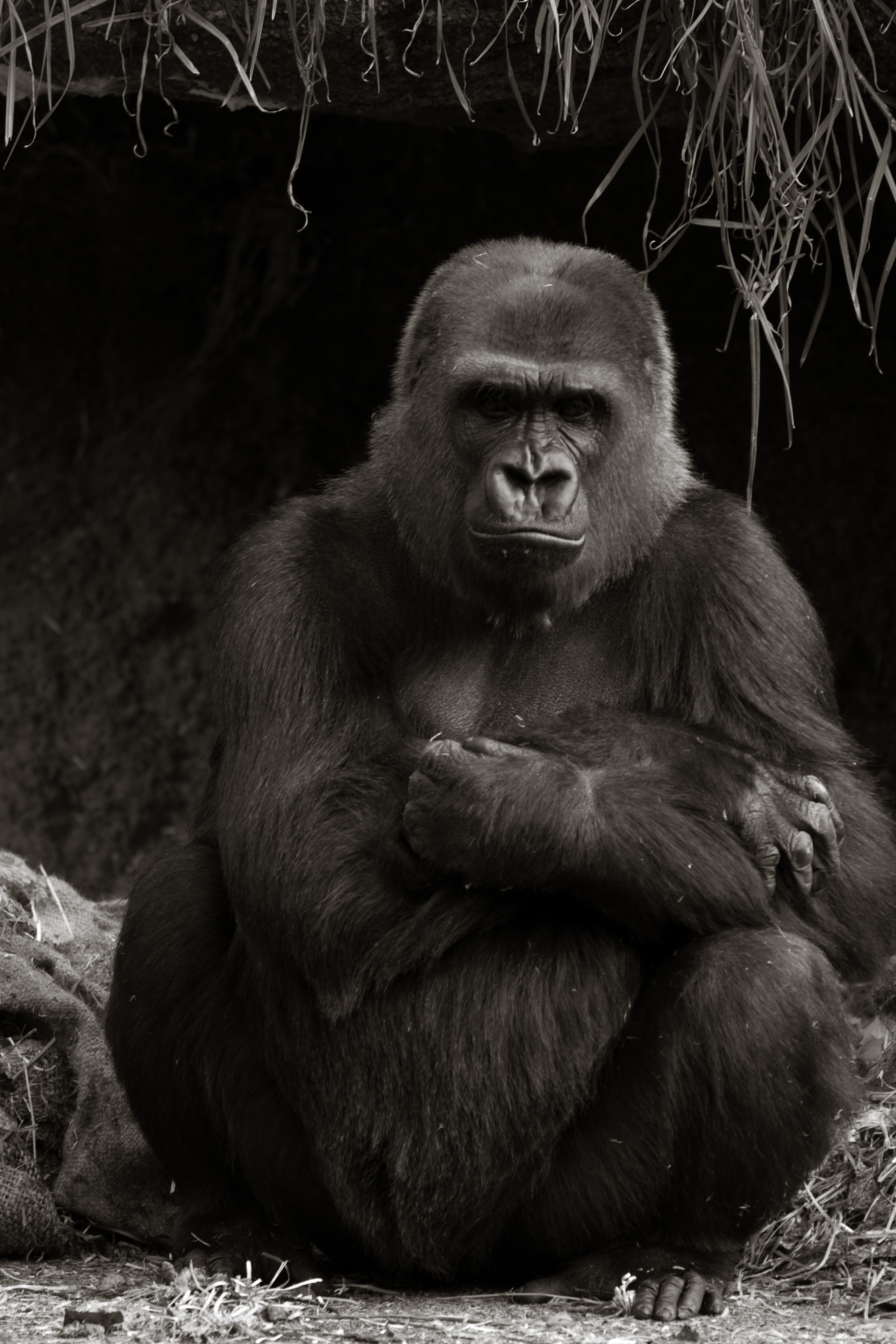
Samice gorily nížinné

Pro svou váhu se po větvích se pohybují opatrným šplháním (ručkováním), zpomalenou brachiaci, po zemi na kratší vzdálenosti po zadních končetinách. Na delší úseky se vydává po čtyřech, přičemž u předních končetin nechodí po dlaních, ale po prostředních článcích prstů zpola sevřené ruky. Takovýto způsob pohybu se jmenuje kotníkochodectví a je vlastní pouze gorilám a šimpanzům.
Jsou to v převážné míře vegetariáni, žerou listy, pupeny, čerstvé větvičky a sezónně i plody. Na přilepšení však nepohrdnou ani drobnými živočichy, jako jsou mravenci a termiti. Ráno začínají několikahodinovým krmením, pak mají během dne přestávku a odpočívají, mláďata si mezitím neúnavně hrají, a v podvečer se znovu pustí do jídla. V přírodě v podstatě nepijí, postačí jim voda obsažená v rostlinné potravě.

## Životní projevy
Gorily nížinné jsou skupinoví živočichové, nežijí samostatně. Lze je vždy spatřit ve společnosti s druhými, s nimiž mají silné sociální vazby. Žijí v přísně strukturovaných rodinných skupinách o počtu pěti až patnácti zvířat. Takováto rodina sestává z vedoucího samce, jeho samic a ještě nedospělých mláďat. Až mláďata dospějí, z rodinné skupiny odcházejí a hledají si sobě podobné jedince k založení vlastní rodiny. Gorily nížinné vedou v podstatě usedlý život, při cestě za potravou urazí denně jen pár stovek metrů. Během dne i noci odpočívají v hnízdech z větví stavěných na zemi nebo nízkých stromech. Jejich nízká pohybová aktivita se projevuje i při chovu v zoo, kde při dostatku potravy nemají potřebu dalšího pohybu a nekontrolovaně tloustnou, dosahují pak až dvojnásobné váhy než v přírodě.
Pohled na dospělého samce vyvolává strach, ovšem gorily nížinné jsou naprosto mírumilovná, neagresivní zvířata. Jen velice zřídka dochází ke střetu mez jednotlivými skupinami na pomezích teritorií, jež mají rozlohu asi 20 km². Většinou takovéto setkání končí vzájemným zastrašováním a následným ústupem. Samec ovšem může fyzicky napadnout člověka v případě, že vyhodnotí jeho přítomnost jako přímé ohrožení rodiny, která nemá kam ustoupit. Ke vzájemnému dorozumívání používají širokou škálu výrazů tváře, gestikulaci a hlasové projevy, kterými vyjadřují hněv i radost. V porovnání se šimpanzi je však rozsah vyjadřovacích schopností menší.

## Rozmnožování
Březost samice trvá 251 až 295 dnů a přichází jednou za tři až čtyři roky. O mláďata se samice stará až do věku tří let, samice pohlavně dospívají v sedmi, samci v devíti až desíti letech. Za svůj život může zdravá samice vychovat asi jen šest svých potomků. Gorilí samička Gaia - páté mládě samice Kijivu (otec Kisumu), se v pražské zoo narodila 12. dubna 2024. Gorily se v lidské péči dožívají kolem 50 let. V roce 2024 je ve věku 67 let nejstarší známou gorilou nížinnou samice Fatou (ročník 1957, narozena v přírodě západní Afriky) žijící v zoo v Berlíně. Gorilí samice Kamba, v roce 2024 nejstarší člen gorilí skupiny žijící v pražské zoo, je ročník 1972 (narozena v přírodě, Kamerun).

## Ohrožení
Tento druh hominida je podle červeného seznamu IUCN kriticky ohrožený, jeho populace byla snížena v průběhu tří generací o více než 80 %. Reprodukční míra gorily nížinné je velice nízká, okolo 3 %. Předpokládá se, že v roce 2000 žilo jen asi 94 000 jedinců.

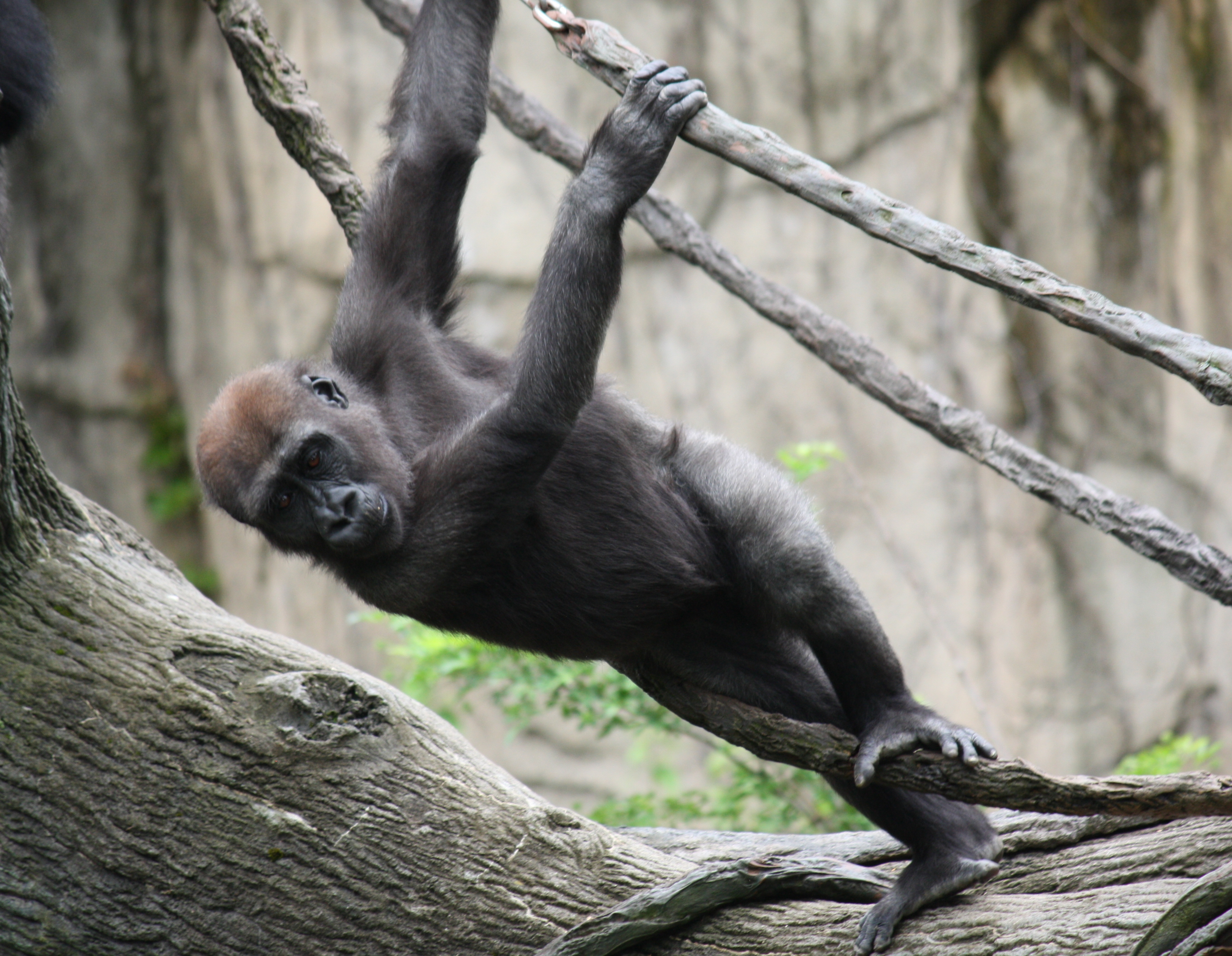
Gorilí mládě

Až do začátku roku 1980 byly oblasti, kde žijí gorily nížinné, pokryty neprostupnými bloky hustých lesů, kde přístup i lov byl velice obtížný. S nárůstem mechanizované těžby dřeva se postavilo mnoho lesních silnic a ohromné úseky dříve nepřístupných pralesů jsou dostupné automobily. Jestliže se dříve gorilím masem příležitostně živili domorodci, teď se z něho stala módní záležitost a prodává se i ve městech – „bushmeat“. Přestože v mnoha státech tamního regionu jsou vyhlášeny programy k ochraně goril, na chudobě tamních lidí a výnosnosti pytláctví to mnoho nezměnilo.
Druhým vážných ohrožením jsou často propukající epidemie virového onemocnění Ebola, které mají za následek nejen hromadná úmrtí lidí, ale i úhyn goril a šimpanzů. Nemocným lidem je alespoň minimálně pomáháno a jsou izolováni, aby nákazu nerozšiřovali, kdežto o volně žijící primáty nikdo nedbá.

## Taxonomie
Druh gorila nížinná (Gorilla gorilla) Savage, 1847 je obvykle dělen do dvou poddruhů:
- gorila nížinná západní (Gorilla gorilla ssp. gorilla), Savage, 1847
- gorilla nížinná nigerijská (Gorilla gorilla ssp. diehli), Savage, 1847; Matschie, 1904

V některých pracích býval ke gorille nížinné přiřazován i třetí poddruh:
- gorila nížinná východní (Gorilla gorilla ssp. graueri) Matschie, 1914, který je však obvykle uznáván jako poddruh gorily horské.[7]

## Chov v zoo
V Evropě jsou gorily nížinné chovány přibližně v 65 zoo, z toho nejvíce v Německu, kde je 15 zařízení s tímto druhem.
V Česku jsou gorily nížinné od roku 2021 chovány pouze v Zoo Praha.
Gorily byly k vidění i v královédvorské zoologické zahradě. Byl zde chován samec Tadao, který však v říjnu 2021 nečekaně a náhle uhynul. Jednalo se o nejdéle žijící gorilu v ČR, samec pocházel z odchytu z volné přírody ze 70. let, jeho věk byl odhadován na přibližně 50 let. Pokračování chovu goril ve Dvoře Králové je otázkou budoucího jednání mezi safari parkem a koordinátorem evropského chovu.
V minulosti byly gorily k vidění také v zoologické zahradě ve zlínské Lešné, která chovala jednu z nejstarších goril v Evropě – 45letou Juditu. Gorily by se měly do Zoo Zlín vrátit v nově chystaném projektu Karibuni.
Na Slovensku gorily zatím chovány nejsou. Chov byl svého času plánován v Zoo Bratislava.

### Chov v Zoo Praha
První gorila přišla do Zoo Praha v roce 1963. Pavilon byl otevřen v roce 2001, o rok později jej zasáhla ničivá povodeň, a tak po následné rekonstrukci začala vznikat nová chovná skupina.
Zoo Praha je jedinou českou zoo, kde se daří gorily rozmnožovat. První mládě se tu narodilo v roce 2004 a jednalo se o samičku Moju. Další úspěšně odchovaná mláďata následovala v letech 2007, 2010, 2011, 2012, 2016 a 2x v roce 2024. Na konci roku 2018 bylo chováno osm jedinců (čtyři samci a čtyři samice). V roce 2022 byla pražská gorilí skupina vedená samcem Richardem rozdělena na samčí skupinu v původním pavilonu goril a skupinu samic, mladého samečka s novým samcem (Kisumu) a novou samicí (Duni, Mojina dcera) v novém pavilonu goril. V lednu 2024 se v novém pavilonu goril narodilo první mládě (Mojina vnučka Mobi). Páté mládě samice Kijivu (otec Kisumu) se narodilo 12. dubna 2024 a při oslavě 11. května 2024 dostala tato samička jméno Gaia od své kmotry dr. Jane Goodall.

Lebka samce gorily